# Франкельбах
Франкельбах (нем. Frankelbach) — община в Германии, в земле Рейнланд-Пфальц. 
Входит в состав района Кайзерслаутерн. Подчиняется управлению Оттербах.  Население составляет 329 человек (на 31 декабря 2010 года). Занимает площадь 5,29 км².